# Gustaf Granatenflycht
Gustaf Granatenflycht, tidigare Mein, född 7 mars 1631 i Stockholm, död 1696 i Karlskrona, var en svensk militär.

## Biografi
Gustaf Granatenflycht föddes 1631 i Stockholm. Han var son till köksmästaren Didrik Mein och amman Anna von der Linde hos drottning Christina. Granatenflycht blev 1653 konstapel vid polska fältartilleriet och 1655 fyrverkare vid svenska artilleriet. Han blev 1 augusti 1655 fyrverkarlöjtnant vid amiralitetet och slutade där 1 april 1657. Granatenflycht blev åter fyrverkarlöjtnant vid amiralitetet 15 november 1658 och arbetade samma år på skeppet Månan. Han blev 8 februari 1661 fyrverkarkapten vid amiralitetet och slutade där 25 november 1669. År 1673började han åter att arbeta som fyrverkarkapten. Han var från 20 december 1675 till 1678 chef för Norrfinlands bösseskyttekompani. Granatenflycht adlades 31 juli 1690 till Granatenflycht. Han avled 1696 i Karlskrona och begravdes i Klara kyrka, Stockholm. Där ett begravningsvapen sattes upp över honom. Hans söner introducerades i Sveriges riddarhus 1697 som nummer 1291.

### Familj
Granatenflycht gifte sig första gången med Catharin Blom (död 1676) De fick tillsammans barnen Fredrik Granatenflycht och Catharina Mein (död 1676).
Granatenflycht gifte sig andra gången 29 augusti 1676 i Tyska församlingen, Stockholm med Maria Eva Schwart. Hon var änka efter sekreteraren Veit Ulrich Schemel. Granatenflycht och Schwartz fick tillsammans barnen bokhållaren Didrik Granatenflycht (1678–1726) i statskontoret och Margareta Granatenflycht.